# Jonten Gjaco
Jonten Gjaco IV Dalajlama (tyb. ཡོན་ཏན་རྒྱ་མཚོ་, Wylie Yon-tan-rgya-mts'o; ur. 15 lutego 1589 w pobliżu jeziora Kuku-nor, zm. 21 stycznia 1617 w klasztorze Drepung) – czwarty w linii reinkarnujących się dalajlamów, wnuk mongolskiego władcy Ałtan-chana. Pierwszy i jak dotąd jedyny nietybetański, inkarnowany lama tej linii.
Zgodnie z doktryną buddyzmu tybetańskiego uznawany za emanację Awalokiteśwary (tyb. Czenreziga), bodhisattwy współczucia.

## Życiorys
Jonten Gjaco urodził się pierwszego dnia, pierwszego miesiąca, tybetańskiego roku Ziemi-Wołu (15 lutego 1589), w rejonie jeziora Kuku-nor (dzisiejsza prowincja Qinghai). Jego rodzicami byli potomek chana mongolskiego Ałtana, Sumer Dajczin i księżniczka Dara.
Ponieważ działalność poprzednika Jontena Gjaco (III Dalajlamy Sonama Gjaco) przypadła na okres wewnątrztybetańskich niepokojów, w celu zapewnienia bezpieczeństwa szkole gelugpa zawarł on sojusz z przywódcą koczowników. Odnalezienie jego następcy (IV Dalajlamy) w rodzinie patrona sugeruje także próbę odbudowy wpływów mongolskich w Tybecie (patrz: Tybet w czasach dominacji mongolskiej).
Do dwunastego roku życia Jonten Gjaco przebywał pod opieką bliskich, a jego edukacją zajmowali się tybetańscy nauczyciele. W 1601 wraz z silną eskortą uzbrojonych, mongolskich żołnierzy udał się do Lhasy, gdzie dokonano oficjalnego rozpoznania. Wtedy też jego mentorem został panczenlama Lobsang Czokji Gjalcen.
W wyniku trwających od dłuższego czasu zaburzeń i związanej z tym rywalizacji pomiędzy zwolennikami poszczególnych buddyjskich tradycji szybko doszło do zatargów pomiędzy koczującymi pod Lhasą kawalerzystami, a zwolennikami linii karma kagju. Pretekstem do walki był list gratulacyjny VI Szamarpy, w którym dopatrzono się ukrytej zniewagi. Interwencja wspierającego kagjupów władcy Tsang zmusiła mongolski oddział do opuszczenia kraju.
IV Dalajlama zmarł w 1617 w wieku niespełna 28 lat i chociaż nie znaleziono na to żadnych dowodów, podejrzewa się jego otrucie. 
Współczesna tybetologia podkreśla negatywne skutki religijnej afiliacji gelugpów z rodziną Ałtan-chana. Otwierała ona bowiem drzwi do obcej interwencji w sprawy skłóconego Tybetu, a stroniący od polityki gelugpowie znaleźli się w samym jej centrum.

## Reinkarnacja
Inkarnację Jontena Gjaco odnaleziono w miejscowości Lhoka Czingwar Taktse na południu od Lhasy w chłopcu, któremu nadano imię Lobsang Gjaco. Tybetolog Hueh E. Richardson uważał, że rodzina w której urodził się następca IV Dalajlamy musiała być niezwykle wpływowa, ponieważ Karmapa zwierzchnik tradycji karma-kagju również dostrzegł w nowo narodzonym dziecku jednego ze swoich reinkarnujących lamów.